# 出丸橋

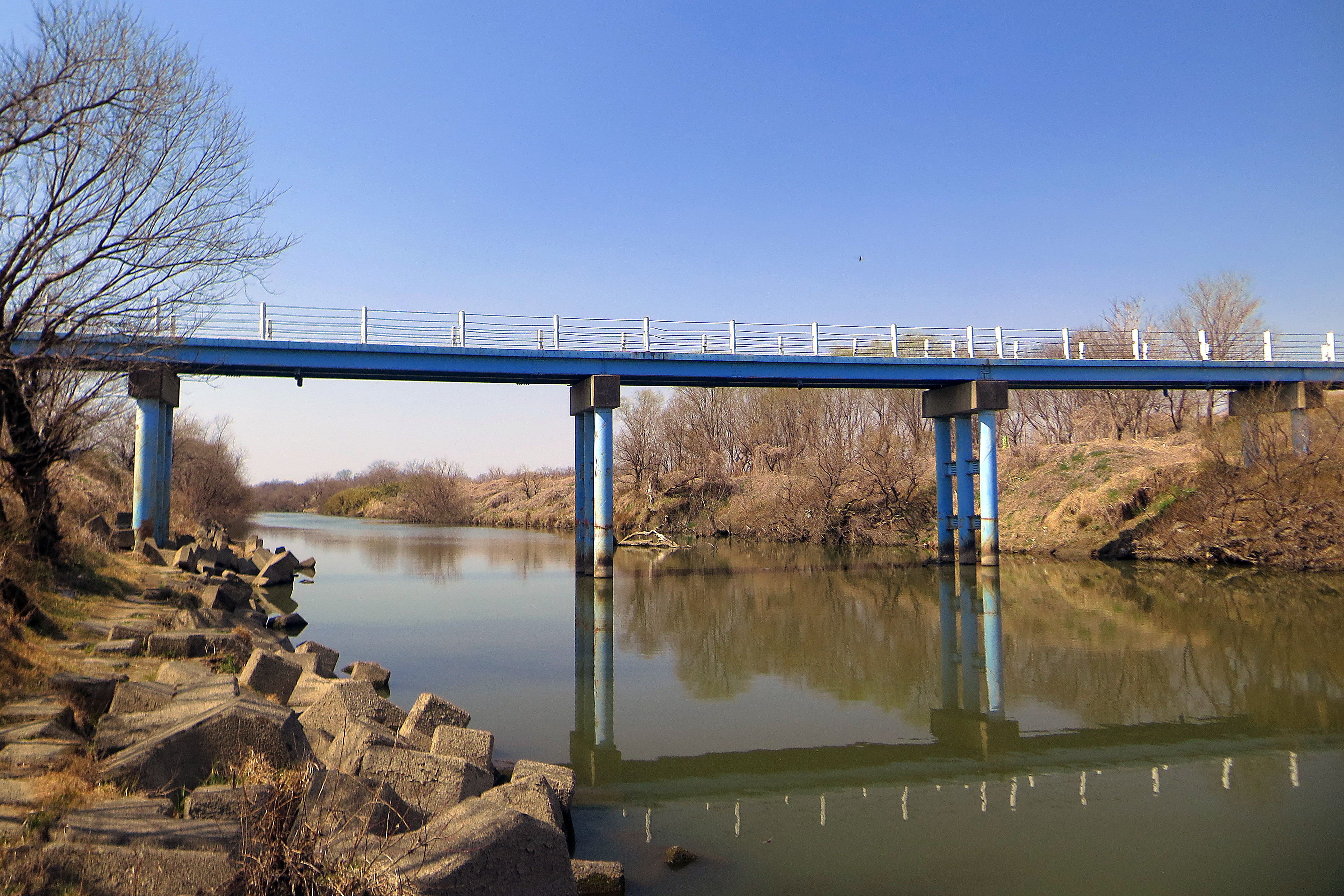
右岸低水路より望む出丸橋（2022年3月）

出丸橋（でまるはし）は、埼玉県比企郡川島町大字下大屋敷の入間川に架かる冠水橋（潜水橋）である。川島町道1－11号線を通す。出丸冠水橋（でまるかんすいきょう）とも呼ばれる。

## 概要
現行橋は入間川の終点より5.6 kmの地点に位置する橋長70.0メートル、幅員3.5メートルの入間川の低水路に架かる5径間の鋼鈑桁橋の冠水橋（かんすいきょう）である。橋脚は鋼管製で桁受けはコンクリート製である。通行制限があり、幅員制限は橋の両詰に設置された標識にて2.0メートルで、橋の両入口に進入制限用の柵がある。欄干は設置されている。重量制限の標識は特にない。道幅が狭いことから片側交互通行である。橋の管理者は川島町である。かつては隣の釘無橋や、川越市上戸の川越橋や、狭山市のくずはき橋（現いるまがわ大橋）も冠水橋であったが、入間川で残っているのは出丸橋だけとなった。
冠水橋であるが桶川方面（樋詰橋）からの抜け道となっており、対岸には川越工業団地があることもあって朝方の通勤時間帯を中心に交通量は多めである。右岸側堤防を斜めに横断する取付道路は川越市大字鹿飼に掛かる。
冠水橋なので、台風などの大雨の際は通行止めとなる事がある。

## 歴史

### 土橋の渡し

木造冠水橋の出丸橋（1965年）

かつては出丸橋の場所に「土橋の渡し」と称される渡船場が明治期の中頃より存在していた。また、橋の下流側（現在の若一王子社付近）の位置には「金兵衛渡し」と称される渡船場が、いつから存在していたか定かではないが明治初期頃までに存在していた。この渡船場は当時の地元有力者が桶川と川越を結ぶ交通路を想定して旧荒川の「高畠の渡し」（現樋詰橋）と共に設けたものと云う。冬場の渇水期には仮橋を架設していた。この渡船場は昭和10年代に行なわれた入間川の河川改修に伴い1945年（昭和20年）頃に廃止された。川島側の渡船場への道にあたり、現在の堤外地側の取付道路脇に1912年（明治45年）に建立された水天宮碑があり、裏面に「土橋渡船場」と刻まれている。ここには渡し守の住居があった。

### 1945年の橋
橋は廃止された渡船の代替として戦後の1945年（昭和20年）頃に初めて架けられた。橋面は木製で横方向（進行方向に直角）に並べられ、上流側に流木除け（斜めの木材）を有する木造（木橋）の冠水橋である。欄干は設置されていない。この橋は1964年（昭和39年）8月の洪水で流失した。復旧工事は冬場の渇水期を待って翌年の1965年（昭和40年）2月に着手され、同形式の橋に架けられて同4月に完了した。工事の際は工事費用の負担割合を川島村の55％、川越市の40％のほか、立地自治体ではない桶川町（現桶川市）も5％負担した。工費は約310万円であった。
1974年（昭和49年）の台風16号の洪水でも被害に見舞われ、通行止めの措置が取られた。復旧工事が行われ、翌年2月26日開通した。
1982年（昭和57年）も同様の復旧工事が行なわれ、その後も増水時に流失もしくは一部損壊するなどの被害を受けて、通行止めおよび補修が度々繰り返されている。この頃の橋の外見は鋼管パイプを3本並べた橋脚や、橋桁の端にパイプを立ててロープを張った簡易な欄干など樋詰橋と酷似していた。永久橋への架け替えの陳情もされたが主要な交通路でなかったこともあり、採択基準に合致せず見送られてきた。

### 1995年の橋
1995年（平成7年）4月に洪水時には水没する依然として冠水橋ではあるが、従来の木造桁から堅牢な鋼製桁の橋梁に架け替えられた。これが現在の出丸橋である。橋脚は8基から4基に減少されている。欄干も地覆からポールが立ち上がりワイヤーロープが張られたものとなっている。南側取付道路も北側取付道路同様の堤防に沿ってヘアピン状に屈曲する線形が踏襲され続け、東清掃センター東脇を通っていたが、その後右岸堤防の拡幅に伴ない、道路が西側に移設改修されヘアピン状から堤防を斜めに横断する線形に曲線がやや緩和されて現在に至る。左岸側は相変わらずのヘアピン状だが、左岸堤防の拡幅に伴ない、曲率が緩和されている。

## 周辺
現在の直線的な入間川の流れは1680年（延宝8年）に松平伊豆守信輝によって釘無橋付近から東南東方向への流れに付け替えられたものであり、元々は出丸橋が架かっている位置には入間川は流れていなかった。改修される前の入間川は橋の南方に存在する古川と称する廃河川や現在の古川排水路に沿って乱流していた。なお、出丸村の名前にもなっている「出丸」とは一説ではこのあたり一帯を治めていた松平伊豆守の異名「伊豆丸」の転化と云われる。
- 埼玉県道157号川越狭山自転車道線（自転車歩行者専用道路） - 入間川の右岸堤防の裏小段を通り、橋の南側取付道路が交差する。
- 川越工業団地
- 川越市東清掃センター（ごみ処理場）
- 東松山警察署出丸駐在所
- JA埼玉中央 出丸支店
- 川島町 出丸公民舘
- 出丸四区集会所
- 宝石寺
- 菅間水位観測所（河川施設）

※ 出丸堰（河川施設）は当橋付近ではなく、越辺川に架かる八幡橋のすぐ川下に所在する。この橋は木造冠水橋で、往時の出丸橋と酷似している。

## 隣の橋
- 入間川

（上流） - 落合橋 - 釘無橋 - 出丸橋 - 入間大橋 - 上江橋 - （下流）